# 국자감 (중국)
국자감(國子監)이란 중국 수(隋)대 이후의 중앙관학으로서 중국의 고대 교육 체계 최고 학부였다. 
수대 이후 중국의 역대 왕조는 수도인 장안, 낙양, 개봉, 남경 등에 국자감을 설치하였다. 명(明)대에는 남경 외에도 북경(北京)에도 국자감이 설치되었다. 청(淸)조 때에도 북경 국자감이 있었고, 이는 중국 최후의 국자감이 되었다.
중국뿐 아니라 한국, 일본, 류큐, 베트남 등 동아시아 각국의 국가 최고 교육기관에 영향을 주었다. 

## 이름
고대 중국의 최고학부로써 세워졌으며, 선진(先秦) 이전에 주(周) 시대에는 벽옹(辟雍)이라고 불렸는데, 우(虞), 순(舜) 시대에는 상상(上庠), 오제(五帝) 시대에는 성균(成均)이라고 불렸던 것이 한(漢) 이후에는 태학(太學)이라는 이름으로 불리게 되었다. 
수 왕조 초기에는 국자시(国子寺)와 합쳐져 소멸되었다가 얼마 지나지 않아 국자감(國子監)으로 개칭되었고, 전국의 교육 행정을 맡아보는 기관이 되었다(그 이전에는 태상시에서 전국의 교육 사무 기능을 맡아보았었다). 수, 당(唐) 시대의 국자감 안에는 으레 태학(太學)、 국자학(國子學) 등이 세워지곤 하였다.

## 유학생
명 홍무(洪武) 23년(1390년) 일본 정부에서 다시금 자제를 보내 국자감에 입학시켜줄 것을 요청하였고, 국자감의 건물을 증축하였다고 한다. 25년(1392년) 가을에는 류큐(琉球) 중산왕(中山王) 역시 그 아들 일자해(日孜每) 및 배신(陪臣)들의 자제들을 남경에 들여 보내 국자감에 들어 가서 공부하게 하였으며, 류큐는 여러 이족 가운데 가장 독실하니 국가에서는 이들을 대함이 더욱 두터웠다고 한다. 
청 왕조 시대에 들어 조선이나 제정 러시아, 류큐 왕국, 일본 등의 국가에서 다시 사람을 보내 국자감에 입학시켰으므로 관사를 늘려 지어서 유학생들을 거주하도록 하였다. 특히 청 왕조 시대에 세워진 류큐 학관(琉球學館)의 경우는 류큐 학생들의 공부를 위한 장소로써 지어졌다.